# Sitting Bull
Pour les articles homonymes, voir Tatanka (homonymie) et Bull.
Cet article concerne le personnage historique. Pour le film de western, voir Sitting Bull (film).
Sitting Bull, de son nom en dialecte  lakota Tȟatȟáŋka Íyotake ou Tatanka Youtonga (aussi parfois traduit par Taureau-assis, Bœuf-assis ou Bison qui s’assoit), né vers 1831 dans l'actuel Dakota du Sud et tué le 15 décembre 1890 dans la réserve indienne de Standing Rock, est un chef de tribu et médecin des Lakotas Hunkpapas (Sioux). Il est l'un des principaux Amérindiens résistants face à l'armée américaine, notable pour son rôle dans les guerres indiennes et très particulièrement la bataille de Little Bighorn du 25 juin 1876 où il affronte le général Custer.

## Nom
Sitting Bull est son nom en anglais traduit de son nom en lakota Tȟatȟáŋka Íyotake, aussi écrit Tatanka Youtonga, qui signifie « Bison qui s'assied »,. En français, les anciens ouvrages et les auteurs qui l'ont rencontré, comme le père Pierre-Jean De Smet, le nomment le Taureau-assis, ou encore le Bœuf-Assis,,; il pourrait aussi se traduire par « Bison assis », « Bison au repos » ou plutôt « Bison qui s’assoit ». Sitting Bull était cependant initialement nommé Ȟoká-Psíče (« Jumping Badger », Blaireau bondissant), qui était un nom temporaire, et reçut le nom de son père, Jumping Bull, quand il était adolescent.
Le surnom d'Húŋkešni (« lent ») lui est parfois donné à cause de son habitude à prendre son temps avant de répondre à une question.

## Biographie

### Jeunesse
Sitting Bull est né dans la région de Grand River dans le Dakota du Sud vers 1831. Il excelle en course à pied et en équitation, et est très précis avec un arc et des flèches.
Il tue son premier bison à l'âge de 10 ans et marque son premier coup au combat à 14 ans lors d'une bataille contre les Crows. Il dépasse l'un des guerriers lors de sa retraite et fait tomber le Crow de son cheval. Pour cela, Sitting Bull obtient une plume blanche d'aigle, symbole d'un premier coup, et reçoit également le nom de son père. Son père a ensuite changé son propre nom en Jumping Bull (« Taureau bondissant »). C'est aussi lors de cette cérémonie du passage vers l'âge adulte que Sitting Bull a reçu un bouclier personnalisé de son père, qui était richement décoré d'une scène représentant l'un des rêves de son père.

### Mariage et famille
L'histoire familiale de Sitting Bull est peu sûre, mais son premier mariage a probablement eu lieu en 1851 avec une femme nommée Pretty Door ou Light Hair (« Cheveux clairs »). En 1857, il a un fils qui meurt rapidement de maladie et sa femme meurt pendant l'accouchement de celui-ci.
Au moment de la mort de son fils biologique, il adopte son neveu One Bull. Toujours en 1857, Sitting Bull a adopté un jeune Assiniboine comme son frère, et il s'est appelé Jumping Bull en hommage au père de Sitting Bull.
Sitting Bull a eu cinq épouses.

### Statut deholy man
Après ses trente ans, Sitting Bull est devenu un holy man sioux, ou wičháša wakȟáŋ. Ses responsabilités de holy man incluaient la compréhension des rituels religieux complexes et des croyances des Sioux, mais aussi l'apprentissage des phénomènes naturels qui étaient liés aux croyances sioux. Sitting Bull a eu une « intense spiritualité qui régnait dans tout son être [lorsqu'il devint] adulte et qui a alimenté une constante recherche de compréhension de l'univers et de la manière dont, personnellement, il pourrait apporter ses pouvoirs infinis au profit de son peuple. » Sitting Bull connaissait aussi les techniques de guérison et les plantes médicinales, sans toutefois être un homme médecine (en).
En raison de son statut de holy man, Sitting Bull a été membre de la « Société des Bisons », regroupant ceux qui ont rêvé de bison, et également membre de la « Heyoka », regroupant ceux qui ont rêvé d'oiseaux-tonnerre.

### Guerres indiennes

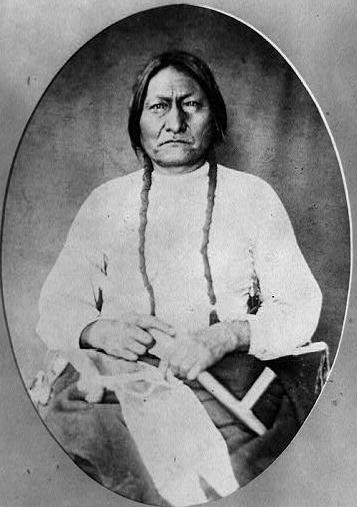
Sitting Bull en 1882.

Il prend une part active aux guerres des plaines des années 1860, y compris un raid contre Fort Buford en 1866.

#### Bataille de Little Bighorn
En 1868, il est l'un des rares chefs sioux à ne pas signer le traité de Fort Laramie. Ce traité fut signé par la majorité des chefs sioux après la victoire de Red Cloud sur la piste Bozeman : il promettait aux Sioux leurs territoires sacrés des Black Hills mais entraînait la perte de la majeure partie de leurs terrains de chasse et une dépendance aux rations alimentaires distribuées par le gouvernement américain. Après la rupture du traité par les États-Unis à la suite de la découverte d'or dans les Black Hills, Sitting Bull dirige le soulèvement sioux. Il est rejoint par des tribus cheyennes et, ensemble (1 500 guerriers et 4 500 civils), ils défont et tuent Custer à la bataille de Little Bighorn le 25 juin 1876, 268 hommes sont tués, y compris Custer. Sitting Bull ne participe pas lui-même à la bataille car il est homme-médecine[réf. nécessaire], mais confie le commandement à ses chefs de guerre Crazy Horse, Gall et autres.

#### Fuite au Canada
Poursuivi par l’armée américaine, il est forcé de s’enfuir au Canada (à Lebret (en), dans la province de la Saskatchewan, plus précisément à la Montagne des Bois). Le détachement de la Police montée du Nord-Ouest de Fort Walsh les protège, lui et ses hommes, des troupes américaines. Le super-intendant James Morrow Walsh se bâtit une réputation de justice et de gardien de la paix auprès de Sitting Bull et des Lakota. Il les aide à échapper à la vengeance des troupes américaines et à survivre à la disparition des bisons.
Sitting Bull se lia d'amitié avec le négociant Jean-Louis Légaré (en), qui aida son peuple à se nourrir et se loger durant tout leur séjour. C'est aussi lui qui a convaincu Sitting Bull de retourner aux États-Unis lors des négociations entre le gouvernement du Canada, les chefs sioux et les troupes américaines.

#### Emprisonnement
En 1880, il refuse de se rendre à une délégation américaine venue l'y rencontrer. Sitting Bull et son peuple se rendent en 1881 à Fort Buford (Dakota du Sud). Après deux années d'emprisonnement à Fort Randall, il est conduit à la réserve de Great River.

### Fin de vie

#### Wild West Show

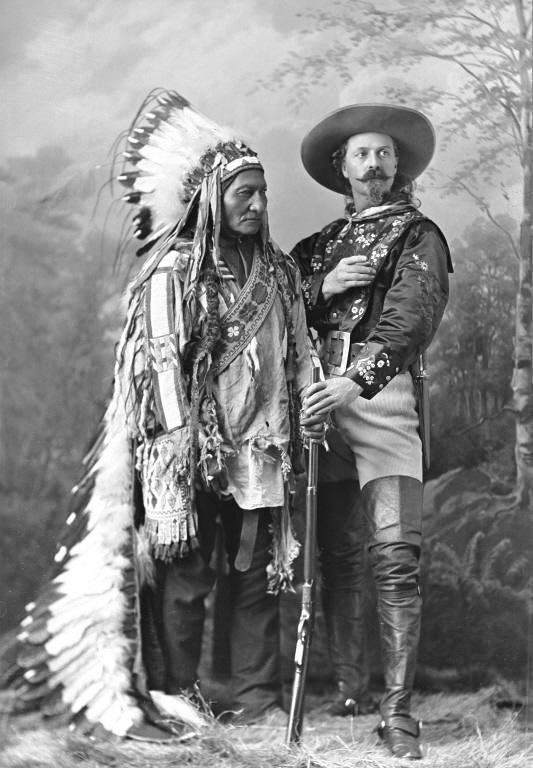
En tournée avec Buffalo Bill en 1885.

Il participe au Wild West Show de Buffalo Bill en 1885 aux États-Unis et au Canada, il ne sera pas autorisé à se rendre en Europe, puis il passe les dernières années de sa vie dans la réserve indienne de Standing Rock.

#### Meurtre
En 1889 et en 1890, la danse des Esprits se répand sur les réserves sioux. Sitting Bull soutient les danseurs. En décembre, les Américains chargent Buffalo Bill d'un message visant à ordonner l'arrestation de Sitting Bull. Cependant, Buffalo Bill arrive saoul à la réserve et l'opération est retardée. Le 15 décembre 1890, au matin, 43 policiers indiens, agissant sous les ordres du gouvernement américain, encerclent sa maison. L'un d'eux entre, le réveille et lui ordonne de le suivre. Sitting Bull accepte mais s'habille auparavant, s'arme d'un revolver qu'il cache dans ses vêtements et réveille ses femmes. La police indienne avait l'intention d'agir vite pour ne pas provoquer d'émeute. C'est alors que le fils de Sitting Bull, Crow Foot, le traite de lâche et l'encourage à résister. D'autres membres de la réserve accourent. Sitting Bull se débat et le policier placé derrière lui tire une balle dans la nuque. Sitting Bull est tué par Bull Head, lui-même tué par Catch the Bear. Outre Sitting Bull et son fils, sept partisans et cinq policiers perdront la vie ce jour-là. Seule l'arrivée de la cavalerie sauve la police indienne de l'extermination.

## Postérité

### Littérature
- Sitting Bull est une série de bandes dessinées scénarisée par Marijac et dessinée par Dut.
- Sitting Bull apparaît dans la série de bandes dessinées Le Sentier de la guerre  de Marc Bourgne et Didier Pagot.
- L'assassinat de Sitting Bull est mis en scène dans la bande dessinée Black Hills 1890 d'Yves Swolf.
- Sitting Bull est un personnage secondaire du roman Collines noires (Black Hills) de l'écrivain américain Dan Simmons et paru en 2010 ; il y apparaît dans la traduction française sous le nom de Bison-Assis.
- Moi, Sitting Bull roman jeunesse écrit par Michel Piquemal comme un roman autobiographique.

### Cinéma
- Sitting Bull est incarné par Alain Cuny dans le film Touche pas à la femme blanche !, de Marco Ferreri, sorti en 1974.
- Sitting Bull est incarné par Frank Kaquitts dans le film Buffalo Bill et les Indiens de Robert Altman, sorti en 1976.
- Sitting Bull est le surnom donné au chef de la bande des Yamakasi interprété par Charles Perrière dans le film du même nom, Yamakasi - Les samouraïs des temps modernes, sorti en 2001.
- Sitting Bull est incarné par August Schellenberg dans le téléfilm Enterre mon cœur à Wounded Knee (Bury My Heart at Wounded Knee), sur le massacre des Indiens Lakota à Wounded Knee (dans le Dakota du Sud) en 1890, réalisé par Yves Simoneau et diffusé le 27 mai 2007.
- Sitting Bull est incarné par Michael Greyeyes dans le film Woman Walks Ahead  de Susanna White, sorti en 2017.

### Jeux vidéo
- Sitting Bull est le dirigeant des Sioux dans le jeu vidéo Civilization II et dans le jeu Civilization IV : Colonization. C'est aussi le dirigeant des Amérindiens dans le jeu vidéo Civilization IV: Beyond the Sword. Il est aussi possible de le recruter en tant que général illustre dans Civilization V.

### Divers
- Le chef Raoni est souvent surnommé « le Sitting Bull de l'Amazonie ».
- Sitting Bull figure dans une publicité de la Minutes du Patrimoine interprété par Graham Greene.